# Кулестержнева модель

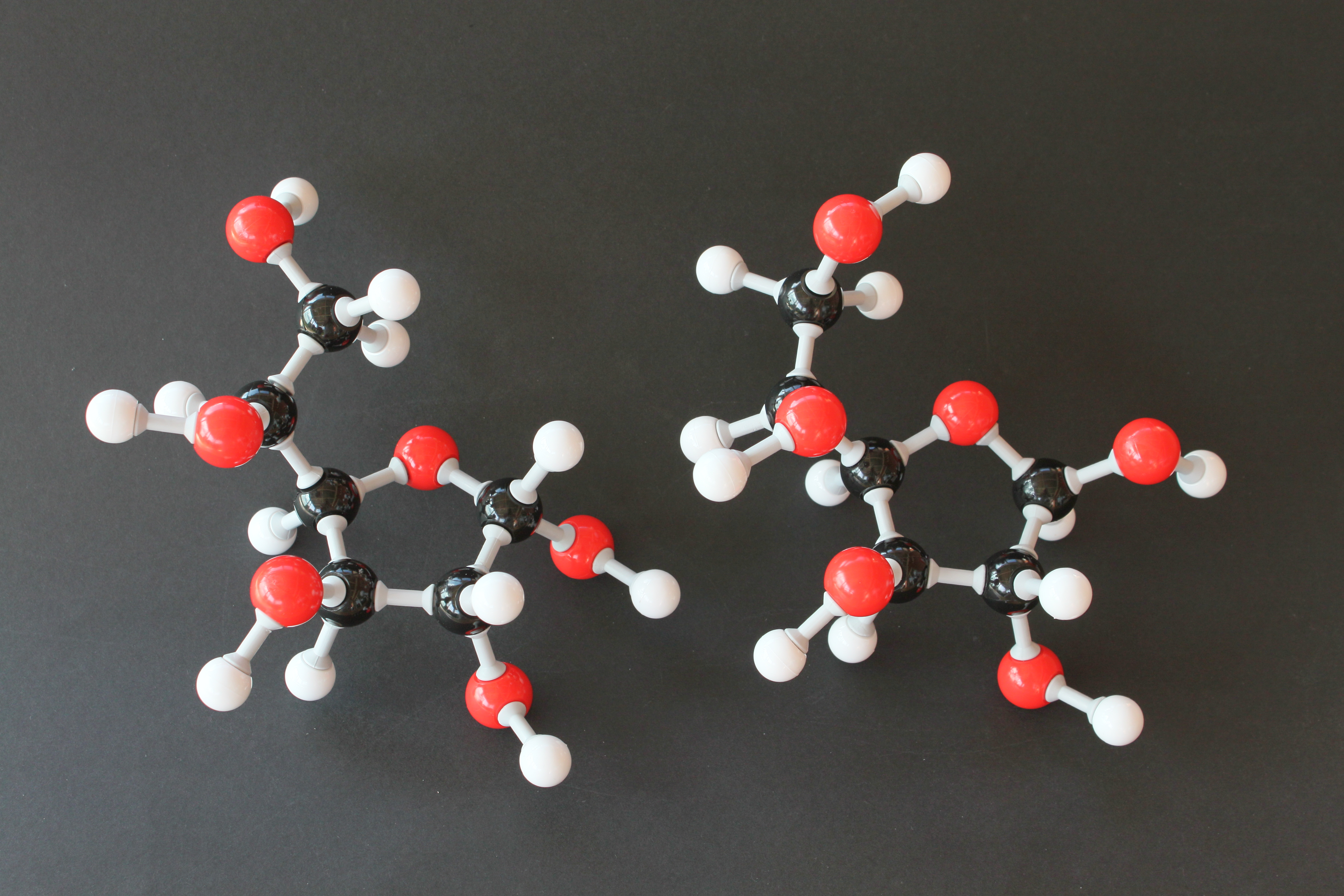
Моделі з набору для молекулярного моделювання

У хімії кулестрижнева модель — це молекулярна модель хімічної речовини, яка відображає як тривимірне положення атомів, так і зв'язки між ними. Атоми, як правило, представлені кульками, з'єднаними стрижнями, які представляють зв'язки. Подвійні та потрійні зв'язки зазвичай представлені двома або трьома вигнутими стрижнями відповідно або поперемінно правильно розташованими паличками для сигма- та пі-зв'язків. У точній моделі кути між стрижнями повинні бути такими ж, як кути між зв'язками, а відстані між центрами кульок повинні бути пропорційними відстаням між відповідними атомними ядрами. Атоми різних хімічних елементів позначаються різним кольором (кольори кульок зазвичай відповідають колірній схемі Корі — Полінга — Колтуна).
У кулестрижневій моделі радіус сфер зазвичай набагато менший за довжину стрижня, щоб забезпечити чіткіший вигляд атомів та зв'язків у всій моделі. Як наслідок, модель не дає достовірного уявлення про простір, відображуваний моделлю. У цьому аспекті кулькові моделі відрізняються від моделей, що заповнюють простір (калотта), де радіуси сфери пропорційні атомним радіусам Ван дер Ваальса в тому ж масштабі, що і відстані атома, і тому показують зайнятий простір, але не зв'язки.
Моделі з кульками та стрижнями можуть виражатися як фізичні артефакти, так і віртуальні комп'ютерні моделі. Перші зазвичай побудовані з наборів для молекулярного моделювання, що складаються з пластикових чи дерев'яних паличок (іноді пружин) та низки пластикових кульок з попередньо просвердленими отворами, куди вставляються палички.